# خيانة الوطن

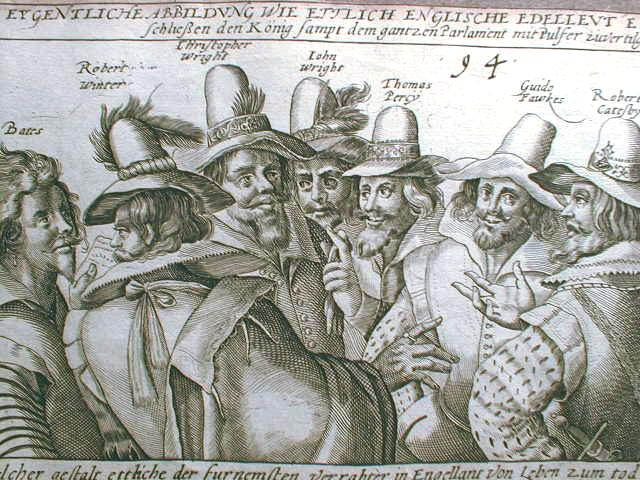
صورة توضيحية تعود إلى القرن السابع عشر عن جاي فوكس الذي حاول اغتيال جيمس الأول ملك إنجلترا، إلا انه أخفق وأدين بتهمة الخيانة وحكم عليه بالشنق والسحب والإرباع.

خيانة الوطن (بالإنجليزية: treason)‏ في القانون هي الجريمة التي تشمل أعمال متطرفة ضد الدولة أو السيادة كما أنها من الناحية التاريخية تتضمن أيضا قتل سادة مجتمع محددين، مثل قتل الزوج من قبل زوجته، أو قتل سيد من قبل خادمه. عرفت الخيانة ضد الملك أو الحاكم بالخيانة العظمى، والخيانة لمن دونه من الرؤساء بالخيانة الصغرى. , يعرف الشخص الذي يرتكب الخيانة في القانون بالخائن.
يُستخدم مصطلح الخائن في بعض الأحيان كنيمة سياسية، بغض النظر عن قيام الشخص بأي عمل خائن يمكن التحقق منه. ففي الحرب الأهلية أو التمرد، قد يرى الفائزون الخاسرين على أنهم خونة. وبالمثل فقد يستخدم مصطلح الخائن في المناقشات السياسية الساخنة، وعادةً ما يكون ذلك بغرض الازدراء ضد المعارضين السياسيين، أو ضد المسؤولين في السلطة الذين يُنظر إليهم على أنهم فشلوا في التصرف بدافع مصلحة ناخبيهم. وفي حالات معينة، مثل أسطورة الطعن من الظهر، يمكن أن يأخذ الاتهام بالخيانة تجاه مجموعة كبيرة من الناس رسالة سياسية موحدة. تختلف خيانة الوطن وتفصل في مناسبات عديدة عن تهمة «جناية الخيانة» في أجزاء كثيرة من العالم.

## التاريخ

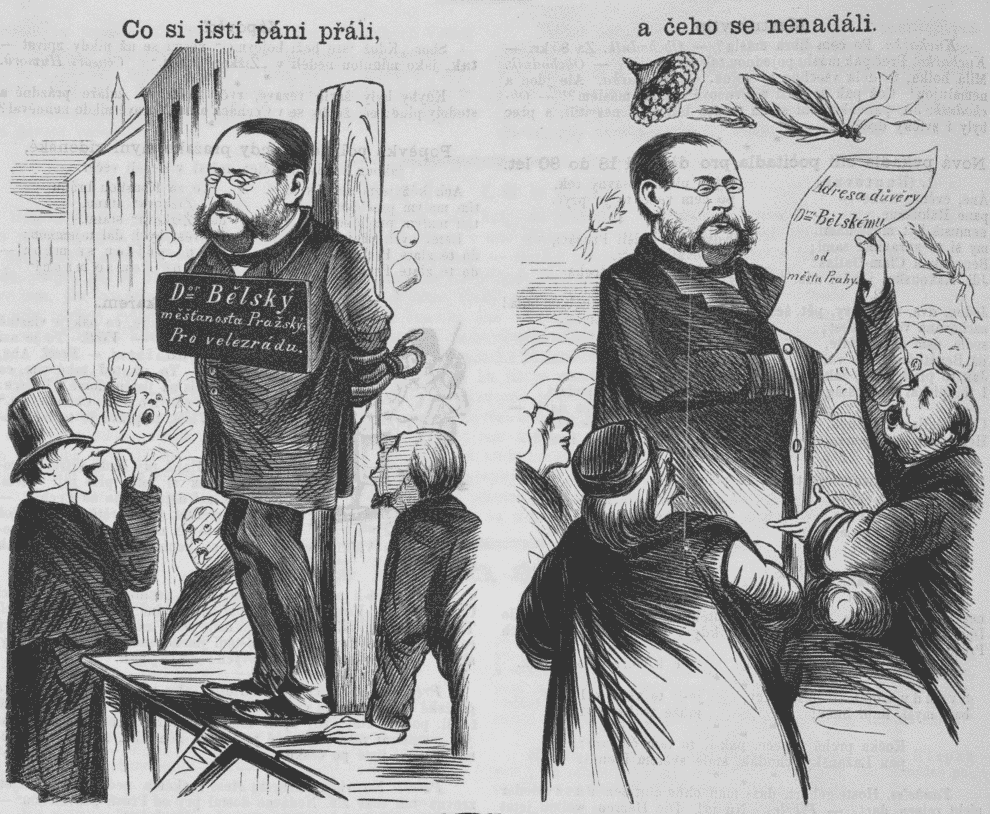
رسوم متحركة يصور بلسكي (1818-1878)، رئيس بلدية براغ من 1863 حتى 1867، والمسؤول عن المدينة خلال الاحتلال البروسي في يوليو 1866. أرادت بعض القوات أن تجربه بتهمة الخيانة العظمى (اليسار: «ما يريده بعض الرجال» - «بلسكي بتهمة الخيانة العظمى»)، لكنه حصل على ثقة من مجلس براغ بالكامل (على اليمين: «مالم يتوقعوه»-«عنوان الثقة من مدينة براغ»).

في القانون الإنجليزي، كانت عقوبة الخيانة العظمى هي الشنق أو السحب أو الإرباع (بالنسبة للرجال) أو الإعدام بالحرق (بالنسبة للنساء)، على الرغم من أن الحكم بقطع الرأس كان يُمكن تغييره من قِبل القيادة الملكية (عادة الملوك والنبلاء). وقد أُلغيت هذه العقوبات في 1814 و1790 و1973 على التوالي. استخدامت هذه العقوبة في وقت لا حق من قبل الملوك ضد الأشخاص الذين يمكن أن يُطلق عليهم أسماء الخونة بشكل معقول، على الرغم من أن معظم قضاة العصر الحديث يطلقون عليها وصف «المُفرطة». وكثير منهم الآن يعتبرون منشقين.
في مسرحية ويليام شكسبير الملك لير (حوالي 1600)، عندما علم الملك أن ابنته ريغان قد أهانته علناً، قال: «إنهم لا يستطيعوا، ولن يفعلوا هذا أسوأ من القتل»: وهو ما يُعتبر موقف معتاد في ذلك التوقيت. في قصيدة الجحيم لدانتي أليغييري، فإن الدائرة التاسعة والأضيق في الجحيم محجوزة للخونة؛ وأن يهوذا الإسخريوطي، الذي خان يسوع، سيعاني من أسوأ صور العذاب على الإطلاق: كونه يُعض باستمرار من أحد أفواه لوسيفر الثلاثة. ويعتبر غدره مشهورًا إلى درجة أن اسمه كان دائمًا مرادفًا للخائن، وهو مصير يشترك فيه مع بنديكت أرنولد، وفيدكون كفيشلينغ، وماركوس جونيوس بروتوس (الذي يصوره أيضًا جحيم دانتي، ويعاني نفس مصير يهوذا مع كاسيوس لونغينوس). وبالفعل، فإن أصل كلمة الخائن تنشأ مع قيام يهوذا بتسليم يسوع إلى رؤساء الكهنة وقباطنة المعبد والشيوخ (لوقا 22: 52)
تنص قوانين العديد من الدول على أنواع مختلفة من الخيانة. وتمثل «الجرائم المتعلقة بالتمرد» خيانة داخلية، وقد تتضمن الانقلاب. فيما تمثل «الجرائم المتعلقة بالعدوان الأجنبي» خيانة التعاون مع العدوان الخارجي بشكل إيجابي بغض النظر عن محل لإقامة المواطن بالداخل أو الخارج. أما «الجرائم المتعلقة باستمالة العدوان الأجنبي» فهي جريمة التواصل مع الأجانب سرا للقيام بعدوان أو تهديد أجنبي. وفي بعض البلدان تُضاف نظرية المؤامرة إلى ذلك.

## في الولايات القضائية الفردية

### الدول ذات الأغلبية المسلمة
في وقت مبكر من التاريخ الإسلامي، كانت محاولة الإطاحة بحكومة عادلة أو شن حرب ضد الدولة هو الشكل الوحيد لخيانة الوطن. ووفقاً للتقاليد الإسلامية، فقد تراوحت العقوبات المنصوص عليها بين التعزير والإعدام اعتماداً على شدة الجريمة ومصلحة الأمة. ومع ذلك فإنه حتى في حالات الخيانة يجب أخذ توبة الشخص ورجوعه عن فعله بعين الاعتبار.
في ماليزيا، يُعتبر ارتكاب جرائم أو شن أو محاولة شن حرب أو التشجيع على شن حرب ضد شخص يانغ دي-برتوان أغونغ أو يانغ دي بيرتوا نيغيري. وكل هذه الجرائم يعاقب عليها بالإعدام، وهي مستمدة من قانون الخيانة الإنكليزي (حيث يستند النظام القانوني لماليزيا إلى القانون العام الإنجليزي باعتبارها مستعمرة بريطانية سابقة).

#### الجزائر

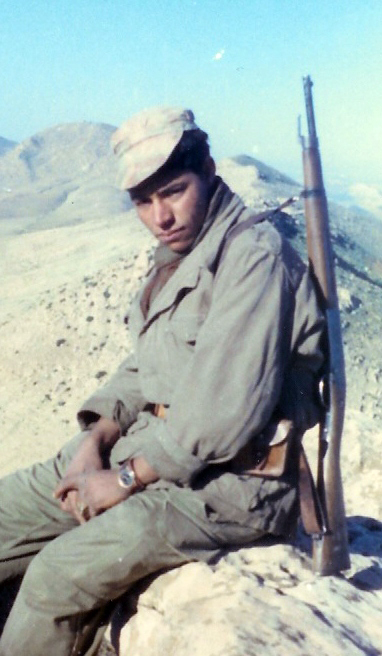
شاب حركي جزائري خدم الفرنسيين خلال الحرب الجزائرية، حوالي عام 1961

تُعرف الخيانة في الجزائر على النحو التالي:
- محاولات تغيير النظام أو الأفعال التي تهدف إلى التحريض
- تدمير الأراضي وتخريب المرافق العامة والاقتصادية
- المشاركة في العصابات المسلحة أو في الحركات التمردية

#### البحرين
في البحرين، يُعتبر التآمر لإسقاط النظام، والتعاون مع دولة معادية أجنبية وتهديد حياة الأمير بأنها خيانة ويعاقب عليها بالإعدام. وقد استخدم قانون أمن الدولة لعام 1974 لسحق المعارضة التي يمكن اعتبارها خائنة، والتي تعرضت لانتقادات بسبب الانتهاكات الصارخة لحقوق الإنسان.

#### فلسطين
في المناطق الخاضعة لسيطرة السلطة الوطنية الفلسطينية يُعتبر من الخيانة تقديم المساعدة للقوات الإسرائيلية بدون تصريح من السلطة الفلسطينية، أو بيع أراضٍ لليهود (بغض النظر عن جنسيتهم) وكذلك للمواطنين الإسرائيليين غير اليهود بموجب قوانين الأراضي الفلسطينية، كجزء من السياسة العامة للسلطة الفلسطينية الساعية لإيقاف توسع المستوطنات الإسرائيلية. وكلتا الجريمتين هي جرائم يعاقب عليها بالإعدام، على الرغم عدم تنفيذ الحكم بالإعدام في كثير من الأحيان منذ بدء التعاون الأمني الفعال بين قوات الدفاع الإسرائيلية والشرطة الإسرائيلية وقوات الأمن الوطني الفلسطيني منذ منتصف العقد الأول من القرن الحالي تحت قيادة رئيس الوزراء سلام فياض. وبالمثل، ففي قطاع غزة الخاضع لحكومة حماس، فإن أي نوع من التعاون أو المساعدة للقوات الإسرائيلية خلال الأعمال العسكرية يعاقب عليه بالإعدام أيضا.

## جرائم ذات الصلة
هناك عدد من الجرائم الأخرى ضد الدولة دون الخيانة:
- تعتبر الردة في الإسلام خيانة للعقيدة الإسلامية.
- الخيانة المركبة هي إسقاط دعوى بتهمة الخيانة مقابل المال أو المنافع المادية.
- ى يعتبر الانشقاق، أو مغادرة البلاد، في بعض الدول الشيوعية (خاصة خلال الحرب الباردة) خيانة للدولة.
- التجسس.
- العيب في الذات المليكة بإهانة رئيس الدولة وهو جريمة في بعض البلدان.